# Hachmühlen
Hachmühlen è una frazione (Ortsteil) della città di Bad Münder am Deister, nel land della Bassa Sassonia, in Germania.

## Storia
Già comune autonomo nel circondario di Springe, fu soppresso e incorporato a Bad Münder am Deister il 1º gennaio 1973.
L'Ortsteil di Hachmühlen comprende il territorio dell'ex comune di Neustadt, soppresso nel 1963.